# Charlotte Petrick
Charlotte Petrick (* 31. Januar 1997) ist eine ehemalige kanadische Tennisspielerin.

## Karriere
Petrick begann mit fünf Jahren das Tennisspielen und ihr beliebtester Spielbelag ist der Hartplatz.
Sie spielte größtenteils Turniere des ITF Women’s Circuit, wo sie auch eine Doppelkonkurrenz bei der CIBC Wood Gundy Women’s Challenge 2014 gewann. Auf der WTA Tour spielte sie erstmals beim Coupe Banque Nationale 2014 in der Qualifikation und im Hauptfeld der Doppelkonkurrenz, wo sie mit ihrer Partnerin Sonja Molnar das Viertelfinale erreichte.
2015 erhielt sie eine Wildcard für die Qualifikation zu den Coupe Banque Nationale présentée par Vidéotron 2015. Dort startete sie auch im Hauptfeld des Doppels mit ihrer Partnerin Malika Auger-Aliassime. Beide Erstrundenmatches verlor sie.
Petrick spielte ihr bislang letztes Turnier Ende Juli 2017 in Evansville und wurde Ende Oktober letztmals in den Weltranglisten geführt.

## Turniersiege

### Doppel
| Nr. | Datum           | Turnier  | Kategorie   | Belag     | Partnerin      | Finalgegnerinnen                      | Ergebnis |
| --- | --------------- | -------- | ----------- | --------- | -------------- | ------------------------------------- | -------- |
| 1.  | 24. August 2014 | Winnipeg | ITF $25.000 | Hartplatz | Rosie Johanson | Maria Fernanda Alves Anamika Bhargava | 6:3, 6:3 |